# Bonneuil (Charente)
Bonneuil és un municipi francès situat al departament del Charente i a la regió de la Nova Aquitània. L'any 2007 tenia 246 habitants.

## Demografia

### Població
El 2007 la població de fet de Bonneuil era de 246 persones. Hi havia 96 famílies de les quals 24 eren unipersonals (8 homes vivint sols i 16 dones vivint soles), 32 parelles sense fills, 36 parelles amb fills i 4 famílies monoparentals amb fills.
La població ha evolucionat segons el següent gràfic:
Habitants censats

### Habitatges
El 2007 hi havia 131 habitatges, 101 eren l'habitatge principal de la família, 18 eren segones residències i 12 estaven desocupats. Tots els 131 habitatges eren cases. Dels 101 habitatges principals, 64 estaven ocupats pels seus propietaris, 30 estaven llogats i ocupats pels llogaters i 7 estaven cedits a títol gratuït; 4 tenien dues cambres, 11 en tenien tres, 27 en tenien quatre i 59 en tenien cinc o més. 87 habitatges disposaven pel capbaix d'una plaça de pàrquing. A 42 habitatges hi havia un automòbil i a 55 n'hi havia dos o més.

### Piràmide de població
La piràmide de població per edats i sexe el 2009 era:
| Homes | Edats   | Dones |
| ----- | ------- | ----- |
| 0     | 95 o +  | 0     |
| 4     | 90 a 94 | 4     |
| 0     | 85 a 89 | 0     |
| 0     | 80 a 84 | 0     |
| 4     | 75 a 79 | 8     |
| 24    | 70 a 74 | 4     |
| 8     | 65 a 69 | 12    |
| 0     | 60 a 64 | 8     |
| 0     | 55 a 59 | 4     |
| 16    | 50 a 54 | 12    |
| 4     | 45 a 49 | 8     |
| 8     | 40 a 44 | 0     |
| 12    | 35 a 39 | 8     |
| 0     | 30 a 34 | 4     |
| 16    | 25 a 29 | 16    |
| 0     | 20 a 24 | 8     |
| 0     | 15 a 19 | 4     |
| 0     | 10 a 14 | 4     |
| 0     | 5 a 9   | 8     |
| 4     | 0 a 4   | 4     |

## Economia
El 2007 la població en edat de treballar era de 147 persones, 119 eren actives i 28 eren inactives. De les 119 persones actives 112 estaven ocupades (62 homes i 50 dones) i 7 estaven aturades (1 home i 6 dones). De les 28 persones inactives 8 estaven jubilades, 14 estaven estudiant i 6 estaven classificades com a «altres inactius».

### Ingressos
El 2009 a Bonneuil hi havia 107 unitats fiscals que integraven 276 persones, la mediana anual d'ingressos fiscals per persona era de 17.190 €.

### Activitats econòmiques
Dels 10 establiments que hi havia el 2007, 1 era d'una empresa de fabricació de material elèctric, 1 d'una empresa de fabricació d'altres productes industrials, 1 d'una empresa de construcció, 2 d'empreses de comerç i reparació d'automòbils, 2 d'empreses immobiliàries i 3 d'empreses de serveis.
Dels 2 establiments de servei als particulars que hi havia el 2009, 1 era un taller de reparació d'automòbils i de material agrícola i 1 electricista.
L'any 2000 a Bonneuil hi havia 29 explotacions agrícoles.

## Equipaments sanitaris i escolars
El 2009 hi havia una escola elemental integrada dins d'un grup escolar amb les comunes properes formant una escola dispersa.

## Poblacions més properes
El següent diagrama mostra les poblacions més properes.